# Mazzantia sepium
Mazzantia sepium är en svampart som beskrevs av Sacc. & Penz. 1882. Mazzantia sepium ingår i släktet Mazzantia och familjen Diaporthaceae.   Inga underarter finns listade i Catalogue of Life.